# Печки (Брестская область)
Печки (бел. Пе́чкі, Пячкы́) ― деревня в Малоритском районе Брестской области Беларуси. Входит в состав Великоритского сельсовета.

## География
Пролегает дорога Н-749.
Ближайшие населённые пункты Великорита, Гусак, Лешница и др.

### Гидрография
Недалеко протекает река Рита.

## Население

### Численность
- 2019 год ― 81 жителей

### Динамика
- 1999 год ― 168 жителей (перепись населения)
- 2009 год ― 131 жителей (перепись населения)[2]
- 2019 год ― 81 жителей (перепись населения)

## Улицы
- Дачная
- Песочная